# Brněnská přehrada
Brněnská přehrada (v hantecu Prýgl nebo Prygl) nebo vodní nádrž Brno, zastarale též Kníničská přehrada či vodní nádrž Kníničky, je rozlohou největší vodní dílo na řece Svratce. Vznikla vystavěním hráze na 56. říčním kilometru Svratky a zatopením údolí s obcí Kníničky. Původně sloužila jako zásobárna vody pro Brno. Pro pitnou vodu se nyní využívá vody z Vírské přehrady a vody z vrtů v Březové. V současnosti přehrada slouží rekreaci a také jako zdroj elektrické energie. Většina plochy přehrady je součástí přírodního parku Podkomorské lesy.

## Základní údaje

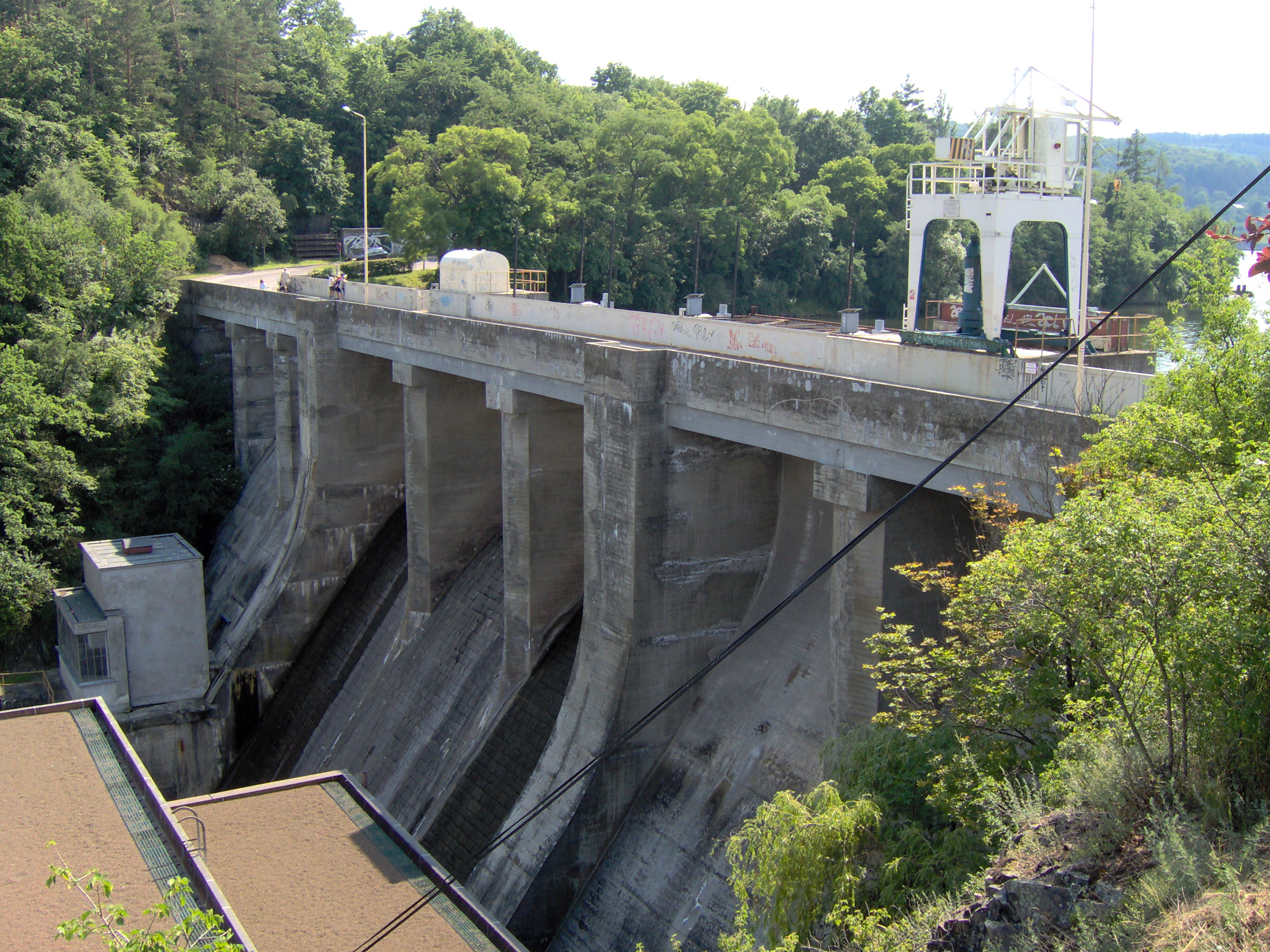
hráz Brněnské přehrady

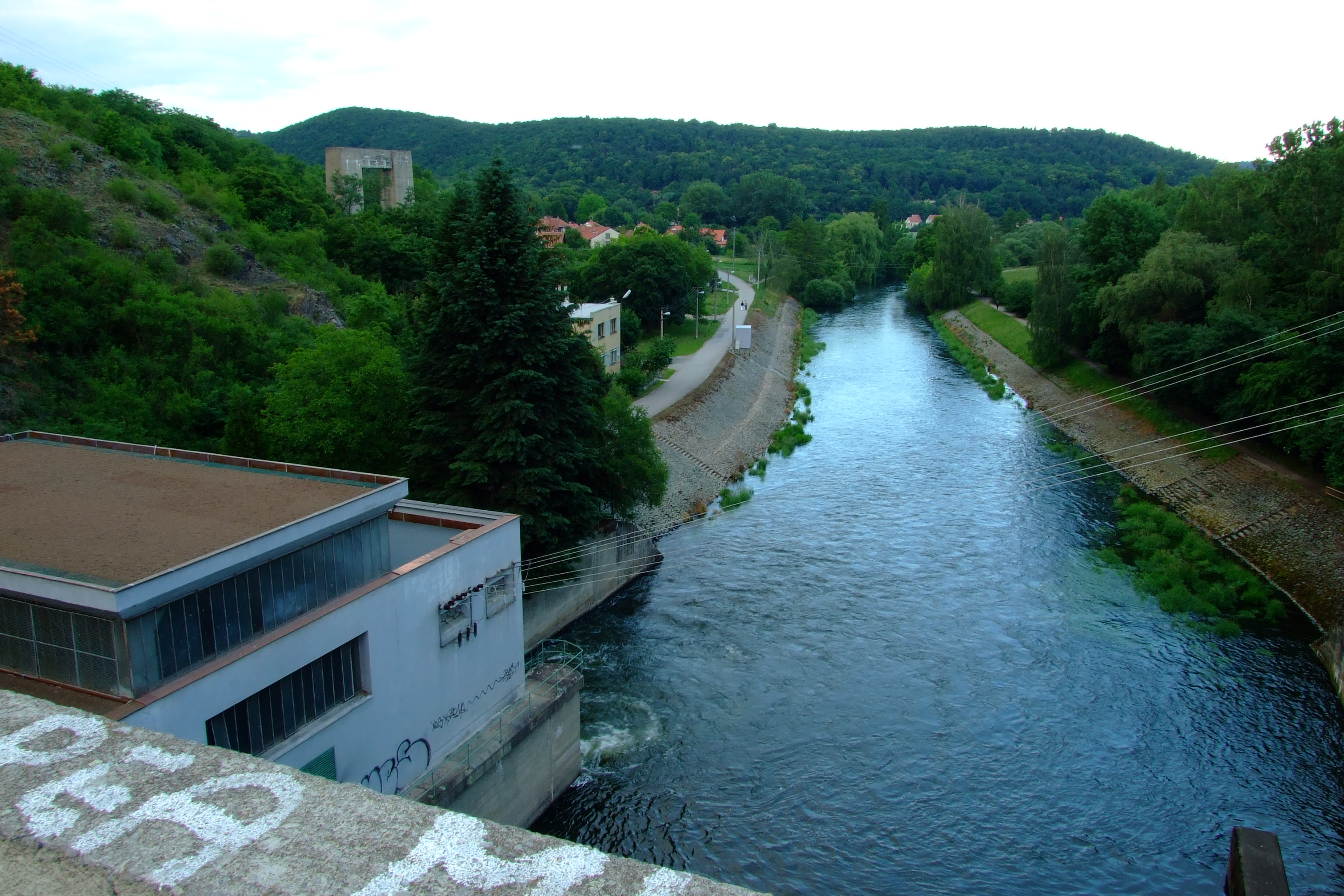
Krajina pod hrází přehrady

Vzdutí přehrady začíná pod splavem u Tejkalova mlýna ve Veverské Bítýšce a k hrázi na hranici brněnských městských částí Brna-Bystrce a Brno-Kníničky měří necelých 10 km. Zatopená plocha je 259 ha. Stálé nadržení dosahuje 7,6 milionů m³, zásobní prostor pak 10,8 milionů m³. Betonová gravitační hráz má v koruně šířku 7,14 m a délku 120 m. V nadmořské výšce 233,72 m ční 23,5 m nade dnem. V poměru k ploše přehradního jezera je hráz velmi krátká.
Břehy Brněnské přehrady jsou lemovány ulicemi, nebo se jí dotýkají: Rakoveckou, Přístavní, Hrázní a Rekreační
V hrázi se nachází Vodní elektrárna Kníničky.

## Historie
Myšlenka přehrazení kaňonu Svratky nad Bystrcí se objevovala od začátku 20. století, ale k její realizaci došlo až v letech 1936–1940. Hlavním investorem bylo tehdejší ministerstvo veřejných prací a vedle Brna se na ní 25 % podílela také Země Moravskoslezská.

### Záchrana přehrady
Do přehrady už během její stavby na konci 30. let bylo vloženo potrubí, které mělo umožnit její jednoduché zničení. To se na začátku války dozvěděli Němci, a aby zajistili, že nedojde k nějakému diverznímu zneužití potrubí, rozhodli se jej zakonzervovat. A to tak, že do potrubí chtěli nasypat písek a okraje zabetonovat tenkou vrstvou betonu. Takto by v případě potřeby mohli sami písek vyplavit a přehradu zničit. Hrázný František Šikula však na vlastní odpovědnost přikázal potrubí zaplnit lomovým kamením a zabetonovat tlustou vrstvou kvalitního betonu.
Sabotáž vydržela nevyzrazena až do 15. dubna 1945, kdy se němečtí ženisté pokusili o uvolnění demoličního potrubí, avšak neúspěšně. Němci se ale nechtěli jen tak vzdát a přišli s dalším plánem. 25. dubna přijelo k hrázi několik příslušníků SS, a s vědomím toho, že nemají co ztratit, umístili pod dláždění silnice 10 protitankových min, které chtěli odpálit, když se po mostě budou pohybovat sovětské tanky. I tentokrát zakročil hrázný Šikula, které to celé pozoroval ze svého domku nad přehradou. Rozhodl se proto varovat sovětské vojáky, ale během plazení po hrázi byl zpozorován a v následném útěku trefen do zad. Naštěstí se dokázal přehradní štolou dostat do elektrárny, kde o všem pověděl Ladislavu Dolníčkovi. Tomu se pak přes německé vojáky podařilo dostat až k těm sovětským a informaci o minách včas předat.
Šikula se ze svého zranění zotavil a po válce mu byl prezidentem Benešem udělen Československý válečný kříž. U hráze byl na památku postaven památník a po Šikulovi pojmenována ulice v Kníničkách.
Od roku 1946 na přehradě provozuje Dopravní podnik města Brna turistickou vodní dopravu loděmi na elektrický pohon.
Celá oblast brněnské přehrady byla k Brnu připojena k 1. lednu 1957 usnesením tehdejšího KNV v Brně, který vyšel vstříc požadavku tehdejší radnice na připojení rozsáhlého území kolem přehrady, aniž by s tímto připojením souhlasily dotčené obce.
V roce 2011 vznikla rozepře mezi příznivci a odpůrci zamýšlené lanové dráhy.

## Turistika

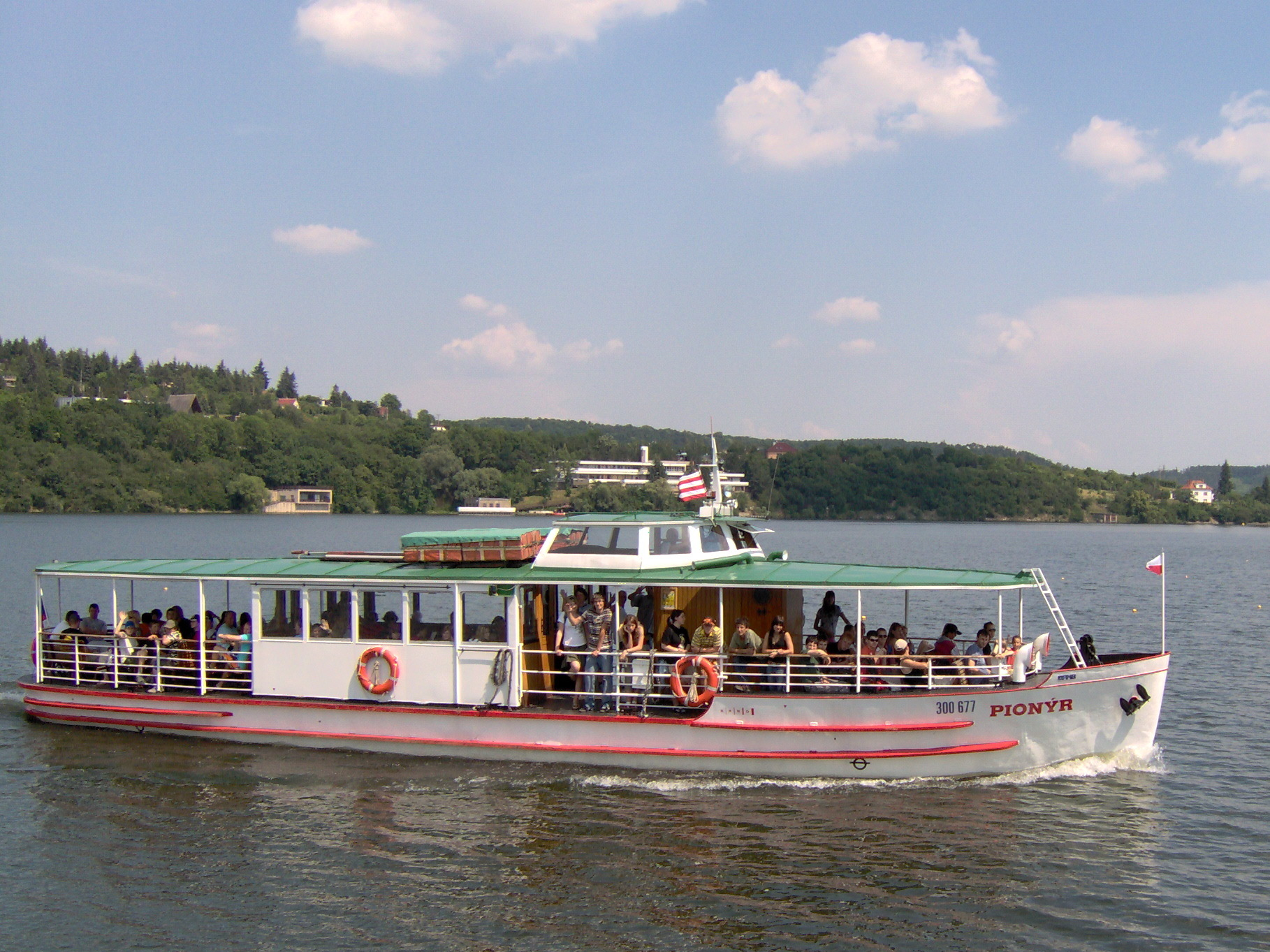
Jedna z výletních elektrických lodí na brněnské přehradě

Brněnská přehrada je oblíbeným místem rekreace místních obyvatel i návštěvníků. Po obou stranách je lemována rozsáhlými lesy (Obora na levém břehu, Podkomorské lesy na pravém) a nabízí tak příležitost nejenom ke koupání a vodním sportům, ale i k turistice a cykloturistice. V zimě při dostatečných mrazech je jezero využíváno i k bruslení.
Častým cílem výletníků je také hrad Veveří, který se tyčí na skále na pravém (jižním) břehu v západní části jezera. U hradu byl přes nádrž vybudován most pro chodce a cyklisty.
Přehrada je dostupná brněnskou městskou hromadnou dopravou (tramvaje č. 1, 3 a 10), celý pravý břeh nádrže (po silnici II/384) obsluhuje autobusová linka IDS JMK č. 303.

## Sport
Přehrada má využití i jako sportoviště. Kromě kanoistiky, vodního lyžování a jachtingu slouží také veslařům. Působí zde například veslařský a jachtařský klub TJ Lodní sporty Brno (nejznámější veslařka Miroslava Knapková).
První jachetní klub na brněnské přehradě byl založen krátce po válce, hned vedle přístaviště parníků. Mezi zakladateli sehrál důležitou úlohu ing. arch. Gustav Roháček, který pro klub zprostředkoval možnost nákupu pozemku včetně budov z doby stavby přehrady, které sloužily jako loděnice na zimní uskladnění plachetnic.

## Kultura

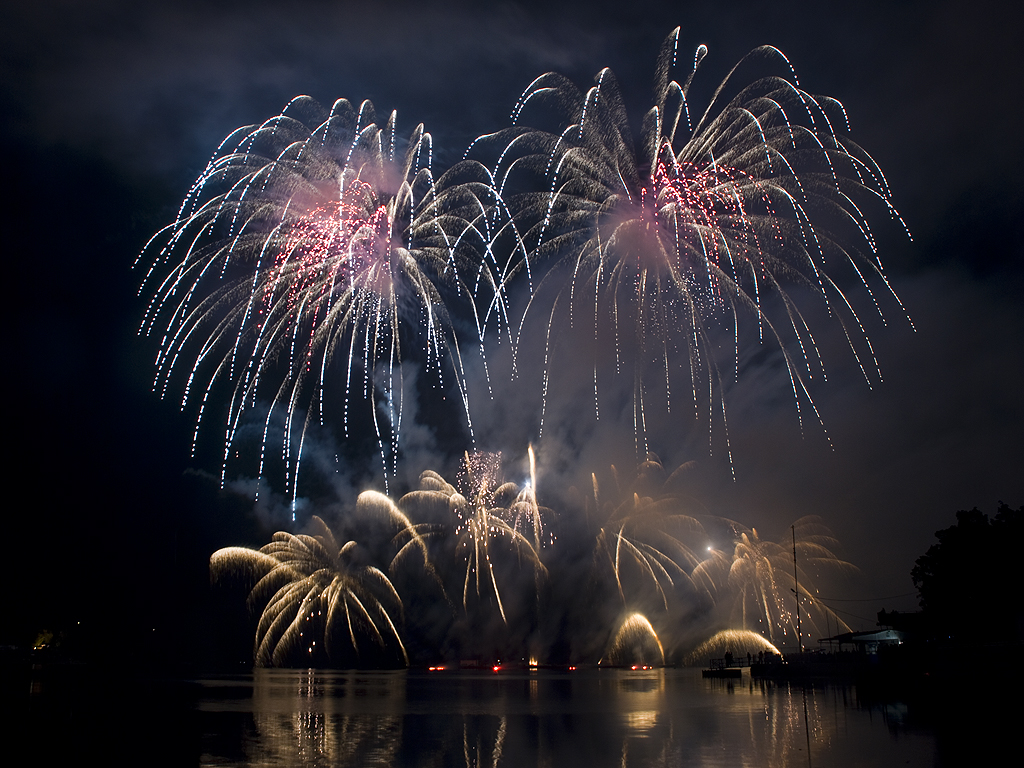
Přehlídka ohňostrojů Ignis Brunensis

Na hladině bystrcké části přehrady se pravidelně koná významná mezinárodní soutěžní přehlídka ohňostrojů Ignis Brunensis. Natáčen zde byl také film Osmy.

## Znečištění
V důsledků znečištění vody komunálními splašky přehradu sužuje nadměrné množství nebezpečných sinic. Povodí Moravy dostalo počátkem roku 2010 od krajského úřadu výjimku pro použití chemických látek proti sinicím. Podle studie Hydrobiologického ústavu Akademie věd ČR ale nejsou taková opatření efektivní a nezajistí dlouhodobé řešení. Sdružení Děti Země se navíc domnívalo, že šlo jen o předvolební trik, protože sinice měly zmizet v podstatě jen na dobu volební kampaně.
Vyčištění Brněnské přehrady inicioval starosta MČ Brno-Bystrc 25.10.2001. Stalo se tak na lodi Dallas za přítomnosti zástupců veřejné správy, odborníků a dalších. Cesta k cíli nebyla jednoduchá. Bylo zapotřebí intenzivní desetileté iniciativy, aby se nakonec, v roce 2011 objevil výsledek. V roce 2011 byla přehrada čistá s vodou vhodnou ke koupání po celé léto.